# Callosciurus prevosti
Esquilo-de-prevost (Callosciurus prevostii) é uma espécie de esquilo.

## Distribuição geográfica
Esta espécie pode encontrar-se na Tailândia, Malásia, Indonésia e Brunei.

## Alimentação
Este esquilo alimenta-se de frutas, nozes, sementes, ovos e insetos.

## Reprodução
Pouco antes do parto a fêmea abandona o seu ninho habitual, numa árvore oca, e constrói um ninho feito de folhas e ramos num sítio alto entre a folhagem. Aí está longe de predadores. Cada ninhada tem três ou quatro crias.

## Subespécies
Existem cerca de 5 subespécies do esquilo-de-prevost:
- Callosciurus prevostii atricapillus
- Callosciurus prevostii borneensis
- Callosciurus prevostii caroli
- Callosciurus prevostii pluto
- Callosciurus prevostii prevostii